# Werauhia latissima
Werauhia latissima là một loài thuộc chi Werauhia. Đây là loài bản địa của Costa Rica.